# پاسگاه ژاندارمری سابله
پاسگاه ژاندارمری سابله روستایی بدون سکنه از توابع بخش بستان شهرستان دشت آزادگان است.